# Partecipanti alla Route de France féminine 2016
Elenco delle partecipanti alla Route de France féminine 2016.
Alla competizione presero parte 14 squadre, per un totale di 80 cicliste partenti da San Quintino. La Francia ha partecipato con una rappresentativa nazionale.

## Corridori per squadra
Nota: R ritirato, NP non partito, FT fuori tempo.
| Wiggle-High5                          | Wiggle-High5                          | Wiggle-High5                          | Orica-AIS           | Orica-AIS               | Orica-AIS           | Team Liv-Plantur                | Team Liv-Plantur                | Team Liv-Plantur                |
| ------------------------------------- | ------------------------------------- | ------------------------------------- | ------------------- | ----------------------- | ------------------- | ------------------------------- | ------------------------------- | ------------------------------- |
| 1                                     | Danielle King                         | 9º                                    | 11                  | -                       |                     | 21                              | Floortje Mackaij                | R 3ª                            |
| 2                                     | Lucy Garner                           | 60º                                   | 12                  | Jenelle Crooks          | 22º                 | 22                              | Rozanne Slik                    | 4º                              |
| 3                                     | Amy Pieters                           | 19º                                   | 13                  | Jessica Allen           | 44º                 | 23                              | Julia Soek                      | 34º                             |
| 4                                     | Chloe Hosking                         | 37º                                   | 14                  | Sarah Roy               | 27º                 | 24                              | Kyara Stijns                    | 61º                             |
| 5                                     | Amy Roberts                           | 62º                                   | 15                  | Alexandra Manly         | 39º                 | 25                              | Carlee Taylor                   | 6º                              |
| 6                                     | Mayuko Hagiwara                       | 38º                                   | 16                  | Tayler Wiles            | 2º                  | 26                              | Molly Weaver                    | NP 4ª                           |
| Team Tibco-Silicon Valley Bank        | Team Tibco-Silicon Valley Bank        | Team Tibco-Silicon Valley Bank        | Lotto-Soudal Ladies | Lotto-Soudal Ladies     | Lotto-Soudal Ladies | BePink                          | BePink                          | BePink                          |
| 41                                    | -                                     |                                       | 51                  | Élise Delzenne          | R 5ª                | 61                              | Amber Neben                     | 1º                              |
| 42                                    | Alizee Brien                          | R 2ª                                  | 52                  | Anouk Rijff             | 48º                 | 62                              | Lex Albrecht                    | 7º                              |
| 43                                    | Lauren Hall                           | 30º                                   | 53                  | Lieselot Decroix        | R 7ª                | 63                              | Ilaria Sanguineti               | 53º                             |
| 44                                    | Kathrin Hammes                        | 20º                                   | 54                  | Isabelle Becker         | 51º                 | 64                              | Ksenija Tuhai                   | 8º                              |
| 45                                    | Kendall Ryan                          | R 6ª                                  | 55                  | Susanna Zorzi           | 12º                 | 65                              | Tat'jana Šamanova               | 36º                             |
| 46                                    | -                                     |                                       | 56                  | Willeke Knol            | 55º                 | 66                              | Giorgia Fraiegari               | R 7ª                            |
| BTC City Ljubljana                    | BTC City Ljubljana                    | BTC City Ljubljana                    | Astana Women's Team | Astana Women's Team     | Astana Women's Team | Poitou-Charentes.Futuroscope.86 | Poitou-Charentes.Futuroscope.86 | Poitou-Charentes.Futuroscope.86 |
| 71                                    | Eugenia Bujak                         | 3º                                    | 81                  | Sofia Bertizzolo        | 13º                 | 91                              | Roxane Fournier                 | 35º                             |
| 72                                    | Urša Pintar                           | 21º                                   | 82                  | Ksenija Dobrynina       | 33º                 | 92                              | Aude Biannic                    | 24º                             |
| 73                                    | Mia Radotić                           | 26º                                   | 83                  | Arianna Fidanza         | 56º                 | 93                              | Amélie Rivat                    | 10º                             |
| 74                                    | Jelena Erić                           | 52º                                   | 84                  | Fanny Riberot           | R 3ª                | 94                              | Séverine Eraud                  | R 7ª                            |
| 75                                    | Špela Kern                            | 31º                                   | 85                  | Sofia Beggin            | 29º                 | 95                              | Charlotte Bravard               | 11º                             |
| 76                                    | Corinna Lechner                       | 54º                                   | 86                  | Natal'ja Sajfutdinova   | 49º                 | 96                              | Annabelle Dreville              | 23º                             |
| Parkhotel Valkenburg Continental Team | Parkhotel Valkenburg Continental Team | Parkhotel Valkenburg Continental Team | Servetto-Footon     | Servetto-Footon         | Servetto-Footon     | Inpa-Bianchi                    | Inpa-Bianchi                    | Inpa-Bianchi                    |
| 101                                   | Jip van den Bos                       | R 7ª                                  | 111                 | Anna Potokina           | 18º                 | 121                             | Claudia Cretti                  | R 5ª                            |
| 102                                   | Eva Buurman                           | 28º                                   | 112                 | Ana Paula Polegatch     | 41º                 | 122                             | Michela Pavin                   | NP 6ª                           |
| 103                                   | Ilona Hoeksma                         | NP 4ª                                 | 113                 | Katia Ragusa            | 45º                 | 123                             | Lara Vieceli                    | 15º                             |
| 104                                   | Pauliena Rooijakkers                  | 25º                                   | 114                 | -                       |                     | 124                             | Anna Zita Maria Stricker        | R 7ª                            |
| 105                                   | Esra Tromp                            | 50º                                   | 115                 | Abby-Mae Parkinson      | NP 3ª               | 125                             | Ann Bethany Allen               | 43º                             |
| 106                                   | Janneke Ensing                        | 5º                                    | 116                 | Maria Vittoria Sperotto | 58º                 | 126                             | Ana Maria Covrig                | 14º                             |
| Selezione nazionale francese          | Selezione nazionale francese          | Selezione nazionale francese          | Lointek             | Lointek                 | Lointek             |                                 |                                 |                                 |
| 131                                   | Marjolaine Bazin                      | 40º                                   | 141                 | Eider Merino            | 16º                 |                                 |                                 |                                 |
| 132                                   | Emilie Rochedy                        | R 7ª                                  | 142                 | Lucia González          | 42º                 |                                 |                                 |                                 |
| 133                                   | Soline Lamboley                       | 57º                                   | 143                 | Anna Ramírez            | 32º                 |                                 |                                 |                                 |
| 134                                   | Iris Sachet                           | R 7ª                                  | 144                 | Gloria Rodríguez        | 46º                 |                                 |                                 |                                 |
| 135                                   | Marion Sicot                          | 17º                                   | 145                 | Alba Teruel             | 59º                 |                                 |                                 |                                 |
| 136                                   | Marine Strappazzon                    | R 2ª                                  | 146                 | Alicia González         | 47º                 |                                 |                                 |                                 |